# Диоцез Лулео

Герб диоцеза Лулео

Расположение диоцеза Лулео

Диоцез Лулео — диоцез Церкви Швеции. Отделился от диоцеза Хернёсанда в 1904 году. Диоцез насчитывает 57 конгрегаций. С 2018 года епископом является Аса Нистрём.
Кафедральным собором диоцеза является Кафедральный собор Лулео.

## Епископы
1. Олоф Бергквист: 1904 — 1937
2. Бенгт Йонзон: 1937 — 1956
3. Ивар Хиландер: 1956 — 1966
4. Стиг Хеллстен: 1966 — 1980
5. Олаус Браннстрём: 1980 — 1986
6. Гуннар Веман: 1986 — 1993
7. Руна Баклунд: 1993 — 2002
8. Ханс Стиглунд: 2002 — 2018
9. Аса Нистрём: 2018 —